# Sierp (czasopismo)
Sierp – polskojęzyczne czasopismo propagandowe, skierowane do ludności wiejskiej z terenów Ukrainy Sowieckiej.
W 1937 r. przekształcony w „Głos Radziecki”.